# Oye-Plage
Oye-Plage (Nederlands: Ooie) is een gemeente in het Franse departement Pas-de-Calais (regio Hauts-de-France). De gemeente maakt deel uit van het arrondissement Calais.
De burgemeester van de gemeente is Olivier Majewicz (2008-2026). Oye-Plage telde op 1 januari 2022 5.716 inwoners.

## Naam
De plaatsnaam heeft een Oudnederlandse herkomst. De oudste vermelding is uit de achtste eeuw als Ogia. Het betreft een zelfstandig naamwoord. De betekenis van de plaatsnaam is riviereiland; uiterwaard, weiland bij een rivier .
De huidige Franstalige plaatsnaam is hiervan een fonetische nabootsing.
De spelling van de naam van het dorp heeft door de eeuwen heen gevarieerd. Chronologisch heette het achtereenvolgens: Ogia tijdens de 8e eeuw; Oia, Oya in 1084 ; Hoya in 1117 ; Oium in 1147 ; Hoie in 1193 ; Oie in 1229 ; Hoia in 1294 ; Oye in 1301. Hierna kreeg en behield het zijn huidige naam en spellingswijze.

## Geschiedenis
In de 8e eeuw werd de plaats als Ogia vermeld, wat eiland in zee betekent, te vergelijken met de uitgang -oog. In 884 behoorde Oye bij het graafschap Boulogne. Van belang waren de burggraven van Oye, die een burcht bezaten die gebouwd was als verdediging tegen het graafschap Vlaanderen en later de Spaanse Nederlanden. In 1259 kwam Oye aan het graafschap Artesië tot 1346, vervolgens aan de Engelsen en in 1558 aan Frankrijk. 
In 1872 kwam er een spoorwegstation en in 1913, toen het badtoerisme op gang was gekomen, werd de naam van Oye veranderd in Oye-Plage. Vanaf 1942 werd de kust geëvacueerd om de Atlantikwall te bouwen en op 6 september 1944 werd Oye-Plage bevrijd door een Schots regiment van het Canadese leger.

## Bezienswaardigheden
- De "Tour Penchée" is een bunker uit de Tweede Wereldoorlog, in de vorm van een kerktoren. De bunker werd opgetrokken in 1942 om geallieerde piloten te misleiden. Tegen het einde van de oorlog probeerden de Duitsers de bunker op te blazen, maar de hoeveelheid explosieven bleek echter onvoldoende, en sindsdien staat de toren scheef.
- De Sint-Medarduskerk (Église Saint-Médard)
- Op de gemeentelijke begraafplaats van Oye-Plage bevindt zich een Brits militair perk met meer dan 100 gesneuvelden uit de Tweede Wereldoorlog.

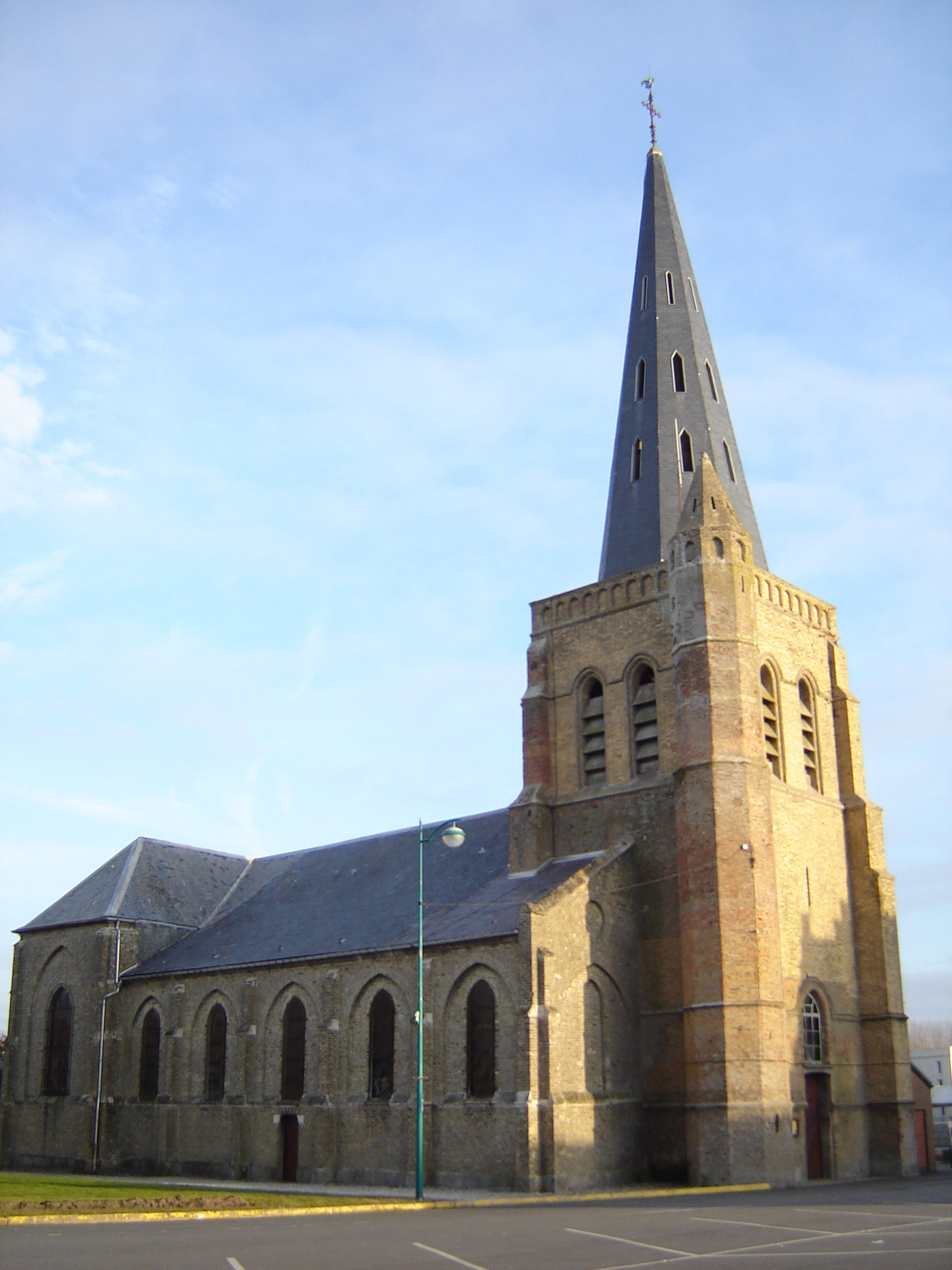
De Église Saint-Médard
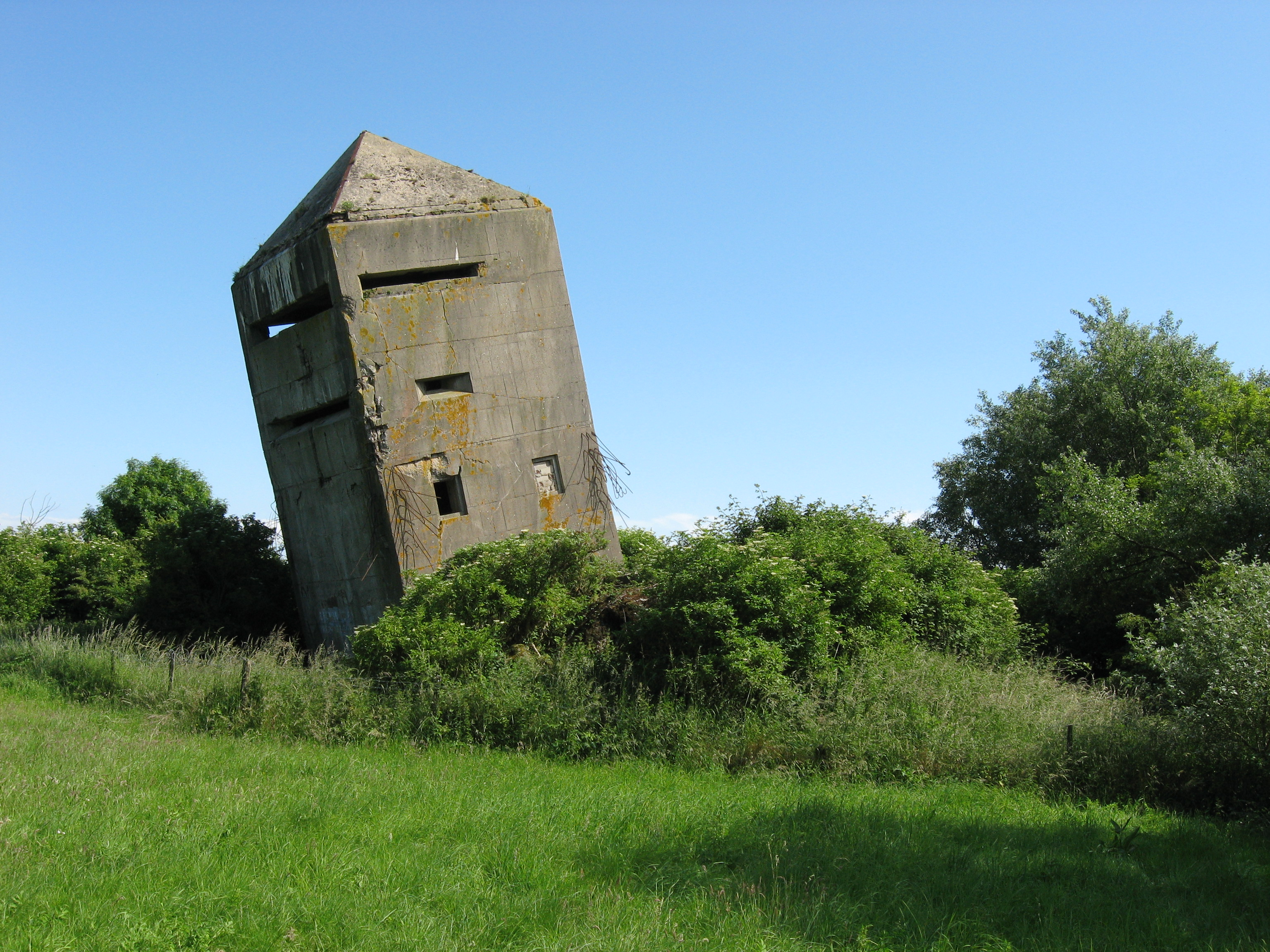
Tour Penchée

## Geografie
De gemeente ligt aan de Opaalkust aan de Noordzee. De oppervlakte van Oye-Plage bedroeg op 1 januari 2022 33,86 vierkante kilometer; de bevolkingsdichtheid was toen 168,8 inwoners per km². De hoogte bedraagt 0-15 meter. Er stroomt een beekje, de Oye dat in Guemps ontspringt en bij Grand-Fort-Philippe in de Aa uitmondt en 13,5 km lang is.
De gemeente bevat enkele gehuchten, zoals: Pont-d'Oye, le Bout-d'Oye en l'Étoile.
Het laaggelegen land woord doorsneden door weteringen, de zogenaamde wateringues. Een deel van dit land is polderland dat wordt beschermd door kwetsbare dijken. 
Het natuurgebied "Réserve naturelle du Platier d'Oye", langs de Noordzeekust, ligt gedeeltelijk in Oye-Plage.

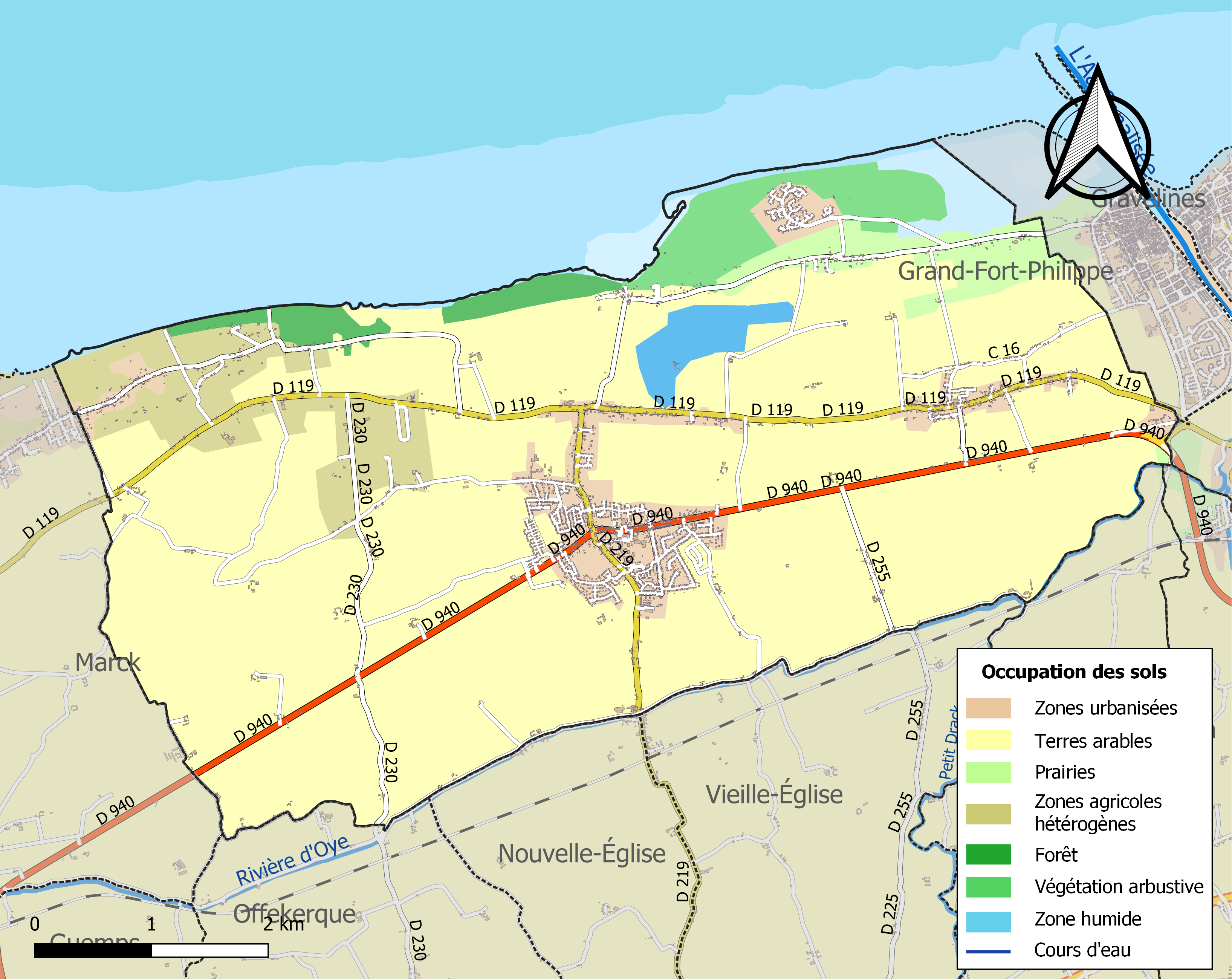
Kaart van de gemeente met belangrijkste infrastructuur, bodemgebruik en omliggende gemeenten

## Demografie
Onderstaande figuur toont het verloop van het inwonertal (bron: INSEE-tellingen).

## Nabijgelegen kernen
Marck, Offekerque, Nouvelle-Église, Grand-Fort-Philippe, Gravelines